# Зеркальная R с рыболовным крюком
ɿ (зеркальная R с рыболовным крюком) — буква расширенной латиницы, используемая в синологии для обозначения звука /z̩/.

## Использование
ɿ используется в синологии для обозначения слогового звонкого альвеолярного сибилянта, в МФА обычно обозначаемого [z̩]. В синологии также используется округлённый эквивалент данной буквы — ʮ.